# Antonio Cabrera
Antonio Cabrera – piłkarz paragwajski, obrońca.
Cabrera wziął udział w turnieju Copa América 1949, gdzie Paragwaj zdobył tytuł wicemistrza Ameryki Południowej. Zagrał tylko w jednym meczu - z Peru.
Rok później jako piłkarz klubu Club Libertad był w kadrze reprezentacji podczas finałów mistrzostw świata w 1950 roku, gdzie Paragwaj odpadł w fazie grupowej. Cabrera nie wystąpił jednak w żadnym spotkaniu.
Wciąż jako gracz klubu Libertad wziął udział w turnieju Copa América 1953, gdzie Paragwaj został mistrzem Ameryki Południowej. Cabrera zagrał w trzech meczach - z Chile, Ekwadorem i Peru.